# Mô hình Solow–Swan
Mô hình Solow–Swan hay mô hình tăng trưởng ngoại sinh là một mô hình kinh tế về tăng trưởng kinh tế dài hạn được thiết lập dựa trên nền tảng và khuôn khổ của kinh tế học tân cổ điển. Mô hình này được đưa ra để giải thích sự tăng trưởng kinh tế dài hạn bằng cách nghiên cứu quá trình tích lũy vốn, lao động hoặc tăng trưởng dân số, và sự gia tăng năng suất, thông qua các tiến bộ công nghệ. Bản chất của nó là hàm tổng sản xuất tân cổ điển, thường là dưới dạng hàm Cobb-Douglas, cho phép mô hình “ liên kết được với kinh tế học vi mô.” Mô hình đã được phát triển độc lập bởi Robert Solow và Trevor Swan năm 1956, và đã thay thế mô hình Harrod-Domar theo kiểu Keynes. Bởi vì đặc điểm toán học đặc biệt hấp dẫn của nó, Solow-Swan được chứng minh là điểm khởi đầu thuận lợi cho các sự mở rộng tiếp sau đó. Ví dụ, vào năm 1965 David Cass và Tjalling Koopmans đã kết hợp phân tích của Frank Ramsey về tối ưu hóa tiêu dùng, qua đó đã nội sinh hóa được tỷ lệ tiết kiệm – hay chính là mô hình Ramsey-Cass-Koopmans.

## Tổng quan
Mô hình tân cổ điển là sự mở rộng của mô hình Harrod-Domar năm 1946, được thêm vào một nhân tố mới: tăng trưởng năng suất. Những đóng góp quan trọng đối với mô hình là nhờ vào công trình của Solow và Swan năm 1956, những người đã độc lập phát triển các mô hình tăng trưởng tương đối đơn giản. Mô hình của Solow khá phù hợp với số liệu về tăng trưởng của nền kinh tế Mỹ. Năm 1987, Solow đã được trao giải Nobel về Kinh tế nhờ vào đóng góp của ông. Ngày nay, các nhà kinh tế sử dụng cách tính toán các nguồn gốc của sự tăng trưởng của Solow để ước lượng các ảnh hưởng riêng biệt lên tăng trưởng kinh tế của sự thay đổi công nghệ, nguồn vốn và lao động.

### Sự mở rộng của mô hình Harrod - Domar
Solow đã mở rộng mô hình Harrod-Domar bằng cách:
Đưa lao động vào như là một nhân tố sản xuất;
Tỷ lệ lao động-nguồn vốn không được cố định như trong mô hình Harrod-Domar. Những cải tiến này cho phép gia tăng cường độ của nguồn vốn để có thể tách biệt ra so với tiến bộ công nghệ.

### Tác động ngắn hạn
Trong ngắn hạn, tăng trưởng được xác định bằng sự dịch chuyển đến trạng thái dừng mới, trạng thái mà chỉ được tạo ra từ sự thay đổi trong nguồn vốn đầu tư, lực lượng lao động và tỷ lệ khấu hao. Sự thay đổi trong nguồn vốn đầu tư bắt nguồn từ sự thay đổi trong tỷ lệ tiết kiệm.

### Tác động dài hạn
Mô hình Solow tiêu chuẩn dự đoán rằng trong dài hạn, tăng trưởng chỉ có thể đạt được thông qua tiến bộ công nghệ. Mô hình Solow được sử dụng để cho phép một điều kiện tăng trưởng được tiếp diễn trong dài hạn.

## Ký hiệu
- Y là sản lượng thực tế (hoặc thu nhập thực tế).
- K là lượng tư bản đem đầu tư.
- L là lượng lao động.
- y là sản lượng trên đầu lao động.
- k là lượng tư bản trên đầu lao động.
- S là tiết kiệm của cả nền kinh tế.
- s là tỷ lệ tiết kiệm.
- I là đầu tư.
- i là đầu tư trên đầu lao động.
- C là tiêu dùng cá nhân trong nền kinh tế.
- c là tiêu dùng cá nhân trên đầu lao động.
- δ là tỷ lệ khấu hao vốn tư bản.
- Δ là lượng vốn tư bản tăng thêm ròng.
- n là tốc độ tăng dân số, đồng thời là tốc độ tăng lực lượng lao động.

### Các giả định
Giả định quan trọng của mô hình tăng trưởng tân cổ điển đó là nguồn vốn thay đổi theo quy luật hiệu suất giảm dần trong nền kinh tế đóng:
Với lượng lao động cố định cho trước, tác động lên sản phẩm đầu ra của đơn vị cuối cùng của tích lũy tư bản sẽ luôn ít hơn đơn vị trước đó.
Để cho đơn giản, giả định rằng không có tiến bộ công nghệ hay sự gia tăng lưc lượng lao động, quy luật hiệu suất giảm dần ám chỉ rằng tại một vài thời điểm nào đó, lượng tư bản mới được tạo ra chỉ vừa đủ để bù lại phần tư bản đã mất vì khấu hao. Tại điểm này, bởi vì không có sự tiến bộ công nghệ hay gia tăng lực lượng lao động nên ta có thể thấy rằng nền kinh tế ngừng tăng trưởng.
Giả sử rằng tỷ lệ tăng trưởng lao động khác không làm vấn đề phức tạp một chút, nhưng logic thông thường vẫn được áp dụng – trong ngắn hạn tỷ lệ tăng trưởng chậm lại bởi vì quy luật hiệu suất giảm dần có tác động và nền kinh tế hội tụ về tỷ lệ “trạng thái tăng trưởng” không đổi (tức là, không có tăng trưởng kinh tế bình quân đầu người).
Giả định tiến bộ công nghệ khác không tương tự với giả định gia tăng lực lượng lao động khác không, về mặt “lao động hiệu quả”: một trạng thái dừng mới đạt được với sản lượng đầu ra trên mỗi giờ lao động cần thiết cho một đơn vị sản lượng không đổi. Tuy nhiên, trong trường hợp này, sản lượng bình quân đầu người tăng trưởng với tỷ lệ của tiến bộ công nghệ ở “trạng thái dừng” (đó là tỷ lệ của tăng trưởng năng suất).

### Các ảnh hưởng của năng suất
Trong mô hình Solow-Swan, sự thay đổi không thể giải thích được trong sự tăng trưởng của sản lượng đầu ra sau khi đã tính đến tác động của tích lũy tư bản được gọi là phần dư Solow. Phần dư này đo lường sự gia tăng ngoại sinh trong năng suất nhân tố tổng hợp (Total Factor Productivity – TFP) trong một khoảng thời gian nhất định. Sự gia tăng trong TFP thường được chuyển toàn bộ vào tiến bộ công nghệ. Sự gia tăng TFP ngụý bao gồm bất kì sự cải tiến năng suất lâu dài bắt nguồn từ việc cải thiện các hoạt động quản lý trong lĩnh vực tư nhân hay công cộng của nền kinh tế. Nghịch lý thay, mặc dù sự tăng trưởng TFP là biến ngoại sinh trong mô hình này, nó không thể quan sát được, nên nó chỉ có thể ước lượng được khi kết hợp đồng thời vớiước lượng về sự hiệu quả của tích lũy tư bản đối vớităng trưởng trong một khoảng thời gian nhất định.
Mô hình có thể được thiết lập lại theo những cách khác nhau bằng cách sử dụng các giảđịnh năng suất khác nhau, hoặc sử dụng các phương pháp đo lường khác nhau:
Năng suất lao động trung bình (Avarage Labor Productivity – ALP) là sản lượng kinh tế trên mỗi giờ lao động.
Năng suất đa nhân tố (Multifactor Productivity – MFP) là thương của phép chia giữa trọng số trung bình nguồn vốn và lao động. Tỷ lệ này thường là 33% thu hồi từ vốn và 67% thu hồi từ lao động (ở các quốc gia phương Tây).
Trong một nền kinh tế tăng trưởng, nguồn vốn được tích lũy nhanh hơn so với số người được sinh ra, bởi vậy mẫu số trong hàm tăng trưởng theo cách tính MFP thường tăng nhanh hơn so với cách tính ALP. Do vậy, tăng trưởng MFP thường luôn thấp hơn so với tăng trưởng ALP. MFP được tính toán bởi “phần dư  Solow” chứ không phải ALP.

## Biểu diễn toán học của mô hình
Mô hình Solow-Swan nguyên mẫu được thiết lập trong một thế giới với thời gian liên tục, không có sự tham gia của chính phủ hay thương mại quốc tế. Một hàng hóa (đầu ra) duy nhất được sản xuất từ hai yếu tố sản xuất là lao động (L) và vốn (K) trong một hàm tổng sản xuất thỏa mãn điều kiện Inada, ám chỉ rằng độ co giãn của sự thay thế phải tiệm cận bằng 1.
Y(t) =K(t)α(A(t)L(t))1-α
với thời gian kì hiệu là t, 0<α<1 là sự co giãn của sản lượng đầu ra với vốn, và Y(t) là tổng sản lượng. A là công nghệ nâng cao hiệu quả lao động, hay “kiến thức”, do đó AL  là lao động hiệu quả. Mọi yếu tố sản xuất đều được toàn dụng, và các giá trị khởi đầu A(0), K(0), L(0) được cho sẵn. Dân số (lao động) và công nghệ tăng trưởng ngoại sinh với tốc độ tương ứng là n và g.
L(t) = L(0)ent
A(t) = A(0)egt
Số lượng của đơn vị lao động hiệu quả, A(t) L(t), do đó sẽ tăng trưởng với tốc độ (n+g). Trong khi đó, mức khấu hao không đổi qua tất cả các thời kì là δ. Tuy nhiên, chỉ có một phần của sản lượng đầu ra (cY(t)) với 0 < c < 1 là được tiêu thụ, để lại một phần tỷ lệ tiết kiệm s = 1 - c dành cho đầu tư.
K’(t) = s. Y(t) – δ. K(t)
với K’(t)  là ký hiệu của dK(t)/dt , đạo hàm của vốn theo thời gian. Đạo hàm theo thời gian có nghĩa nó là sự thay đổi về trữ lượng vốn - phần sản lượng mà không được tiêu thụ hay bù vào phần khấu hao là khoản đầu tư ròng.
Bởi vì hàm sản xuất Y(K, AL) có hiệu suất không đổi theo quy mô nên nó có thể được viết dưới dạng sản lượng trên mỗiđơn vị lao động hiệu quả:
Y(t) = {\displaystyle {Y(t) \over A(t)L(t)}}   = k(t)α
Điểm mấu chốt chính của mô hình là k, nguồn vốn trên mỗi đơn vị lao động hiệu quả. Đạo hàm của nó theo thời gian được cho bởi phương trình sau đây trong mô hình Solow-Swan:
k’ (t) = sk (t)α – (n + g + δ) k(t)
Phần đầu sk (t)α = sy (t) là lượng đầu tư thực tế tính trên mỗi đơn vị lao đông hiệu quả: ký hiệu s phần của sản lượng trên mỗi đơn vị lao động hiệu quả y(t) được giữ lại để đầu tư và tiết kiệm. (n + g +δ)k(t) là điểm đầu tư hòa vốn (break-even investment): là lượng tư bản cần đầu tư mới để giữ cho k  không bị giảm do khấu hao. Phương trình này ám chỉ rằng k(t)  hội tụ về trạng thái dừng với giá trị k*, xác định bởi phương trình: sk (t)α = (n + g+ δ) k(t), tại đó không tăng cũng không giảm.
K* = {\displaystyle \left({\frac {s}{n+g+\delta }}\right)}^{\displaystyle {\frac {1}{1-{\boldsymbol {\alpha }}}}}
Tại đó, trữ lượng vốn K và lao động hiệu quả AL tăng trưởng với tốc độ (n + g). Với giả định hiệu suất không đổi theo quy mô, sản lượng Y cũng tăng với tốc độ đấy. Về bản chất, mô hình Solow-Swan dự đoán rằng nền kinh tế sẽ hội tụ về một trạng thái cân bằng tăng trưởng, bất kểđiểm khởi đầu của nó ở đâu.  Trong trường hợp này, sự tăng trưởng của sản lượng trên mỗi đơn vị nhân công được xác định duy nhất bởi tốc độ tăng trưởng của tiến bộ công nghệ.

Bởi vì, bằng cách định nghĩa {\displaystyle {\frac {K(t)}{Y(t)}}} = k(t)1-α, tại điểm cân bằng k* ta có:
{\displaystyle {\frac {K(t)}{Y(t)}}={\frac {s}{n+g+\delta }}}

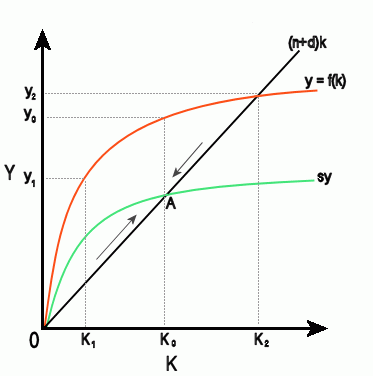
Hình 1

Do vậy, tại điểm cân bằng, tỷ lệ vốn trên đầu ra chỉ phụ thuộc vào tiết kiệm, tăng trưởng và tỷ lệ khấu hao. Đây là phiên bản mô hình Solow-Swan với tỷ lệ tiết kiệm vàng.
Vì α < 1 nên tại bất kì thời điểm t nào thì sản phẩm cận biên của vốn K(t)  trong mô hình Solow-Swan cũng tỷ lệ nghịch với tỷ lệ vốn trên lao động.
{\displaystyle MPK={\frac {\sigma Y}{\sigma K}}=\alpha A^{1-\alpha }/(K/L)^{1-\alpha }}
Nếu năng suất A là giống nhau ở các quốc gia, thì các quốc gia với tỷ lệ vốn trên lao động K/L thấp hơn sẽ có sản phẩm cận biên cao hơn, dẫn đếnlợi nhuận trên vốn đầu tư sẽ cao hơn. Như một hệ quả, mô hình dự đoán rằng trong thế giới với các nền kinh tế thị trường mở và vốn tài chính toàn cầu, dòng vốn đầu tư sẽ chảy từ các quốc gia giàu đến các nước nghèo hơn, đơn vị vốn trên lao động K/L và thu nhập trên lao động Y/L sẽ bằng nhau ở tất cả các quốc gia.
Sản phẩm cận biên của nguồn vốnở các quốc gia nghèo không cao hơn so với các quốc gia giàu, điều này ám chỉ rằng năng suất ở các quốc gia nghèo kém hơn. Mô hình Solow cơ bản không thể giải thích được điều trên. Lucas đã cho rằng nguồn nhân lực trình độ thấp ở các quốc gia nghèo là lý do vì sao năng suất lao động ở các quốc gia này thấp.
Nếu cho sản phẩm cận biên của vốn {\displaystyle {\frac {\partial Y}{\partial K}}} bằng với tỷ suất lợi tức r (thường được sử dụng trong kinh tế học tân cổ điển), thì
{\displaystyle \alpha ={\frac {K{\frac {\partial Y}{\partial K}}}{Y}}={\frac {rK}{Y}}}
Do đó α là phần thu nhập chiếm dụng vốn. Như vậy, Solow-Swan mô hình giả định ngay từ đầu rằng sự phân chia lao động vốn của thu nhập vẫn không đổi.

## Phiên bản Mankiw–Romer–Weil của mô hình

### Thêm vào vốn lao động
N. Gregory Mankiw, David Romer, và David Weil đã tạo ra vốn lao động thêm vào mô hình của Solow Swan để giải thích sự thất bại của đầu tư quốc tế vào các nước nghèo. Trong mô hình này, sản lượng và sản phẩm biên của vốn K thì thấp hơn ở các nước nghèo bởi vì họ có ít vốn lao động hơn các nước giàu.
Tương tự như trong giáo trình của mô hình Solow Swan, công thức sản xuất của Cobb - Douglas là:
{\displaystyle Y(t)=K(t)^{2}H(t)^{\beta }(A(t)L(t))^{1-\alpha -\beta }}
tại đó H(t) là phần vốn lao động, với tỷ lệ mất giá δ tương đương với vốn vật chất. Để đơn giản hơn họ giả sử rằng công thức tích lúy giống nhau cho cả hai loại vốn. Giống như trong mô hình Solow - Swan, công thức của đầu ra sY(t), được lưu lại sau mỗi đợt, nhưng trong trường hợp này sẽ tách ra và đầu tư một phần trong vật chất và một phần bằng nguồn vốn con người như là s = s{\displaystyle s=s_{K}+s_{H}}. Do đó có 2 yếu tố xảy ra trong mô hình:
{\displaystyle {\dot {k}}=s_{K}k^{\alpha }h^{\beta }-(n+g+\delta )k}
{\displaystyle {\dot {h}}=s_{H}k^{\alpha }h^{\beta }-(n+g+\delta )h}
Điểm phát triển cân bằng (trạng thái ổn đinh) được xác định bởi: {\displaystyle {\dot {k}}={\dot {h}}=0} nghĩa là {\displaystyle s_{K}k^{\alpha }h^{\beta }-(n+g+\delta )k=0} và {\displaystyle s_{H}k^{\alpha }h^{\beta }-(n+g+\delta )h=0}. Giải quyết cho mức độ ổn định tại h và k:
{\displaystyle k*={\left({\frac {{s_{K}^{1-\beta }}s_{H}^{\beta }}{n+g+\delta }}\right)}^{\frac {1}{1-\alpha -\beta }}}
{\displaystyle h*={\left({\frac {{s_{K}^{\alpha }}s_{H}^{1-\alpha }}{n+g+\delta }}\right)}^{\frac {1}{1-\alpha -\beta }}}
Tại điểm cân bằng:
{\displaystyle y*=k*^{\alpha }h*^{\beta }}

### Dự toán kinh tế lượng
Klenow và Rodriguez-Clare nghi ngờ về tính hợp lý của mô hình bởi vì các dự toán β của Mankiw, Romer, and Weil không phù hợp với các tính toán đã được chấp nhận về hiểu quả việc tăng lương lao động
Mặc dù mô hình ước lượng giải thích 78% sự thay đổi trong thu nhập giữa các nước, dự toán của β ngụ ý rằng tác động bên ngoài nguồn nhân lực về thu nhập quốc gia lớn hơn ảnh hưởng trực tiếp của nó trên tiền lương của người lao động.

### Tính toán tác động bên ngoài
Theodore Breton cung cấp một cái nhìn sâu sắc rằng hòa giải những ảnh hưởng lớn của nguồn nhân lực từ đi học trong mô hình Mankiw, Romer và Weil với hiệu ứng nhỏ đi học về tiền lương của người lao động. Ông đã chứng minh rằng các tính chất toán học của mô hình bao gồm tác động bên ngoài đáng kể giữa các yếu tố sản xuất, vì vốn con người và vốn vật chất là những yếu tố nhân của sản xuất. Các hiệu ứng bên ngoài của nguồn nhân lực về năng suất của vốn vật chất là điều hiển nhiên trong sản phẩm biên của vốn vật chất:
{\displaystyle MPK={\frac {\partial Y}{\partial K}}=\alpha A^{1-\alpha }(H/L)^{\beta }(K/L)^{1-\alpha }}
Ông đã cho thấy rằng các ước tính lớn về hiệu quả của nguồn vốn con người trong dự toán xuyên quốc gia của các mô hình phù hợp với các hiệu ứng nhỏ hơn thường được tìm thấy trên tiền lương của người lao động khi các tác động bên ngoài của nguồn nhân lực về vốn vật chất và lao động được đưa vào tài khoản. Sự thấu hiểu này tăng cường đáng kể các trường hợp cho phiên bản Mankiw, Romer và Weil của mô hình Solow-Swan. Hầu hết các phân tích phê phán mô hình này không chiếm các tác động bên ngoài của cả hai loại vốn cố hữu trong mô hình.

### Năng suất nhân tố tổng hợp
Tỷ lệ ngoại sinh của TFP (nhân tố tổng hợp) tăng trưởng trong mô hình Solow-Swan là còn sót lại sau khi tính toán tích lũy vốn. Các Mankiw, Romer và Weil mô hình cung cấp một ước tính thấp hơn của TFP (còn lại) so với mô hình Solow-Swan cơ bản bởi vì việc bổ sung nguồn nhân lực cho các mô hình cho phép tích lũy vốn để giải thích thêm về sự thay đổi trong thu nhập giữa các nước. Trong mô hình cơ bản dư TFP bao gồm ảnh hưởng của vốn con người, vì con người vốn không được bao gồm như là một yếu tố sản xuất.

## Hội tụ có điều kiện
Mô hình Solow-Swan tăng cường với vốn con người dự đoán rằng mức thu nhập của các nước nghèo sẽ có xu hướng để bắt kịp với hoặc hội tụ hướng về mức thu nhập của các nước giàu nếu các nước nghèo có tỷ lệ tiết kiệm tương tự cho cả hai vốn vật chất và vốn con người như một phần sản lượng, một quá trình được gọi là hội tụ điều kiện. Tuy nhiên, tỷ lệ tiết kiệm rất khác nhau giữa các nước. Đặc biệt, kể từ khi chế tài chính đáng kể cho đầu tư trong trường học, tỷ lệ tiết kiệm cho nguồn vốn con người có nhiều khả năng khác nhau như là một hàm của các đặc điểm văn hóa và tư tưởng ở mỗi nước.
Từ những năm 1950, sản lượng / công nhân ở các nước giàu và nghèo nói chung đã không hội tụ, nhưng những nước nghèo đã tăng đáng kể tỷ lệ tiết kiệm của họ đã trải qua sự hội tụ thu nhập dự đoán bởi mô hình Solow-Swan. Như một ví dụ, sản lượng / công nhân tại Nhật Bản, một đất nước đã từng là tương đối nghèo, đã hội tụ đến mức độ của các nước giàu. Nhật Bản có mức tăng trưởng cao sau khi tăng lãi suất tiết kiệm của mình trong những năm 1950 và 1960, và nó đã có kinh nghiệm làm chậm sự tăng trưởng của sản lượng / công nhân kể từ khi tỷ lệ tiết kiệm của nó ổn định khoảng năm 1970, theo dự báo của mô hình.
The per-capita income levels of the southern states of the United States have tended to converge to the levels in the Northern states. The observed convergence in these states is also consistent with the conditional convergence concept. Whether absolute convergence between countries or regions occurs depends on whether they have similar characteristics, such as:
- Chính sách giáo dục
- Thể chế
- thị trường nội địa tự do và chính sách thương mại của các quốc gia

Các bằng chứng khác cho sự hội tụ có điều kiện đến từ đa biến, hồi quy xuyên quốc gia
Nếu tăng trưởng năng suất có liên quan chỉ với công nghệ cao thì sự ra đời của công nghệ thông tin nên đã dẫn đến một khả năng tăng tốc hiệu suất đáng chú ý hơn hai mươi năm qua; nhưng nó đã không: xem: Solow máy tính nghịch lý. Thay vào đó năng suất thế giới dường như đã tăng tương đối đều đặn kể từ thế kỷ XIX.
Phân tích kinh tế trên Singapore và các "con hổ Đông Á" khác đã sản xuất các kết quả đáng ngạc nhiên là mặc dù sản lượng của mỗi công nhân đã được tăng lên, hầu như không tăng trưởng nhanh chóng của họ đã là do tăng năng suất bình quân đầu người